# Blaesoxipha spretor
Blaesoxipha spretor är en tvåvingeart som först beskrevs av Henry J. Reinhard 1947.  Blaesoxipha spretor ingår i släktet Blaesoxipha och familjen köttflugor. Inga underarter finns listade i Catalogue of Life.